# Anton Heimreich
Anton Heimreich (5. marts 1626 i Trindermarsk på Nordstrand – 16. september 1685 på hallig Nordstrand Mor) var en nordfrisisk præst, der blev især kendt som nordfrisisk historieskriver.
Heimreich læste teologi i Leyden i Nederlandene og i Helmstedt i Tyskland og foretog derefter en dannelsesrejse til blandt andet Tyskland, England, Frankrig og Rom. I 1652 blev han endelig præst på hallig Nordstrand Mor. Han var gift med Helene Finke og fik mindst tre børn. 
I 1666 udgav han den nordfrisiske krønike, hvori han blandt andet fortalte om Rungholts undergang under den store manddrukning i 1300-tallet. Krøniken er den ældste bevarede krønike fra det nordfrisiske område. Udtrykket Blanker Hans som synonym for et rasende hav blev første gang nævnt i denne krønike. I 1670 publicerede han den nordstrandske landret af 1572. I 1684 fulgte værket om slesvigsk kirkehistorie. Han udgav også nordfrisisk folkelitteratur som de to folkesange Yn Miren-Söngh (En morgensang) og Yn Een-Söngh (En aftensang) fra øen Strand, som sank i havet i 1634.